# Gare de Lisle-sur-Tarn
La gare de Lisle-sur-Tarn est une gare ferroviaire française de la ligne de Brive-la-Gaillarde à Toulouse-Matabiau via Capdenac, située sur le territoire de la commune de Lisle-sur-Tarn, dans le département du Tarn, en région Occitanie.
Elle est mise en service en 1864 par la Compagnie du chemin de fer de Paris à Orléans (PO).
C'est une gare voyageurs de la Société nationale des chemins de fer français (SNCF) du réseau TER Occitanie, desservie par des trains express régionaux.

## Situation ferroviaire
Établie à 127 mètres d'altitude, la gare de Lisle-sur-Tarn est située au point kilométrique (PK) 351,911 de la ligne de Brive-la-Gaillarde à Toulouse-Matabiau via Capdenac, entre les gares de Gaillac et de Rabastens - Couffouleux.

## Histoire
La station de « Lisle d'Albi » est mise en service le 24 octobre 1864 par la Compagnie du chemin de fer de Paris à Orléans (PO), lorsqu'elle ouvre à l'exploitation la ligne de  Toulouse à Lexos.
En 2014, c'est une gare voyageurs d'intérêt local (catégorie C : moins de 100 000 voyageurs par an de 2010 à 2011), qui dispose de deux quais, un abri et une passerelle.

### Fréquentation de la gare
L'évolution de la fréquentation de la gare est résumée dans le tableau ci-dessous. En 2020, avec 61 130 voyageurs, la gare de Lisle-sur-Tarn est la neuvième gare la plus fréquentée du Tarn sur les 26 que compte le département.
| Année           | 2015   | 2016   | 2017   | 2018   | 2019   | 2020   | 2021   | 2022    | 2023    |
| --------------- | ------ | ------ | ------ | ------ | ------ | ------ | ------ | ------- | ------- |
| Voyageurs seuls | 75 961 | 78 875 | 83 085 | 64 558 | 75 711 | 61 130 | 80 808 | 102 884 | 108 863 |

## Service des voyageurs

### Accueil
Gare SNCF, elle dispose d'un bâtiment voyageurs, avec guichet, ouvert du lundi au vendredi et fermé les samedis, dimanches et jours fériés. Elle est équipée d'automates pour l'achat de titres de transport.
Une passerelle permet la traversée des voies et l'accès aux quais.

### Desserte
Lisle-sur-Tarn est desservie par des trains TER Occitanie circulant entre Toulouse-Matabiau et Albi d'une part, entre Toulouse-Matabiau et Capdenac, d'autre part. Au-delà d'Albi, certains de ces trains sont en provenance ou à destination de Carmaux ou de Rodez.
Aux heures de pointe, deux à trois trains par heure la desservent dans le sens de la pointe. Aux heures creuses et en contrepointe, la fréquence de passage s'abaisse avec un ou deux trains par heure dans chaque sens, mais cette fréquence peut être plus faible, avec un train par heure et quart au minimum en journée. La plupart des trains proviennent ou vont vers Albi et au-delà, alors que six trains par sens proviennent ou vont vers Capdenac chaque jour.

### Intermodalité
Un parc pour les vélos (6 accroches-vélos) et un parking pour les véhicules (57 places) y sont aménagés.
Elle est desservie par des bus du réseau régional liO (ligne 702) et par des cars, à tarification SNCF, de la ligne reliant la gare d'Albi-Ville à la gare de Toulouse-Matabiau.

## Patrimoine ferroviaire
Le bâtiment voyageurs à l'architecture typique PO, à trois ouvertures et un étage sous une toiture à deux pans couverte en tuiles et des combles avec un œil-de-bœuf en pignon et une ancienne halle à marchandises.